# Холм (Лихославльский район)
Холм — деревня в Лихославльском муниципальном округе Тверской области России.

## География
Деревня находится в центральной части Тверской области, в зоне хвойно-широколиственных лесов,  при автодороге 28Н-0958, на расстоянии примерно 10 километров (по прямой) к востоку от города Лихославля, административного центра округа.

### Климат
Климат характеризуется как умеренно континентальный. Среднегодовая температура воздуха — 3,7 °C. Средняя температура воздуха самого холодного месяца (января) — −9,8 °C, средняя температура самого тёплого (июля) — 16,9 °С. Безморозный период длится 127 дней. Продолжительность периода активной вегетации растений (выше 10 °C) составляет примерно 125—130 дней. Годовое количество атмосферных осадков составляет в среднем 571 мм, из которых большая часть выпадает в тёплый период. Среднегодовая скорость ветра составляет 3 — 4 м/с.

## История
Деревня была отмечена ещё на карте Менде, состояние местности на которой соответствует 1848 году. В 1859 году здесь (деревня Тверского уезда) было учтено 30 дворов.

### Административно-территориальная принадлежность
До 2017 деревня входила в Первитинское сельское поселение, а с 2017 до 2021 год в Кавское сельское поселение до его упразднения.
До 2021 года входила в Лихославльский муниципальный район, упразднённый Законом Тверской области от 5 апреля 2021 года муниципальный район и входящие в его состав городские и сельские поселения были преобразованы в

## Население
| 2010 |
| ---- |
| 23   |

Численность населения: 316 человек (1859 год), 30 (русские 93 %) в 2002 году, 23 в 2010.

## Известные уроженцы, жители

Алексей Тихонович Севастьянов (16 февраля 1917, д. Холм — 23 апреля 1942) — советский лётчик-истребитель, герой битвы за Ленинград, совершивший 5 ноября 1941 года первый ночной таран вражеского бомбардировщика прямо над центром города. Герой Советского Союза.

## Инфраструктура
Личное подсобное хозяйство с зоной сельскохозяйственного использования, индивидуальная застройка усадебного типа.
Основа экономики — сельское хозяйство.

## Транспорт
Деревня доступна автотранспортом.  